# Богдановка (Бобринецкая городская община)
Богдановка (укр. Богданівка) — село в Бобринецкой городской общине Кропивницкого района Кировоградской области Украины.
До 2016 года село носило название Фрунзе. До 2020 года входило в Бобринецкий район
Население по переписи 2001 года составляло 160 человек. Почтовый индекс — 27223. Телефонный код — 5257. Занимает площадь 1,032 км². Код КОАТУУ — 3520887905.